# Domö favorit
Domö favorit är en äppelsort vars ursprung är Sverige. Äpplet är relativt stort, och dess skal är mestadels grönt. Köttet på äpplet är löst, saftigt och svagt syrligt. Äpplet mognar i oktober och kan därefter förvaras några månader. Domö favorit passar bra i köket. I Sverige odlas Domö favorit gynnsammast i zon 1-3.